# Мост Монбижу
Мост Монбижу (нем. Monbijoubrücke) — мост через Шпрее в центре Берлина, памятник архитектуры.
Мост был построен в 1898—1904 годах одновременно с возводившимся на Музейном острове Берлина Музеем Боде. Архитектор Эрнст фон Ине разработал проект двойного моста, соединявшего площадку перед музеем на самом «носу» Музейного острова с двумя берегами Шпрее. Мост Монбижу должен был заменить деревянный мост Йохбрюкке 1776 года.
Южная часть моста Монбижу перекинута через левый рукав Шпрее, который носит название Купферграбен, и упирается в улицу Цум-Купферграбен (нем. Zum Kupfergraben), северная часть моста пересекает основной рукав Шпрее и переходит в улицу Монбижуштрассе (нем. Monbijoustraße). Оба рукава Шпрее сливаются воедино непосредственно под мостом Монбижу.
В конце Второй мировой войны северная часть моста была взорвана немецкими войсками, и несколько десятилетий её заменял временный мост. В 2007 году этот сегмент моста был отстроен заново в качестве пешеходного моста, и исторический облик моста был восстановлен. Для нужд судоходства при реконструкции отказались от возведения средней опоры, существовавшей в оригинальном проекте.